# Locomotive SEFTA 51-54
Le locomotive SEFTA 51 ÷ 54 sono un gruppo di locomotive elettriche italiane, di costruzione Breda, per l'esercizio sulle ferrovie modenesi.

## Storia
Le locomotive vennero prodotte nel 1932 in occasione del cambio di scartamento (da ridotto a normale) della rete ferroviaria esercita dalla SEFTA (dal 1976 ATCM).
Per i primi 37 anni della loro carriera vennero regolarmente impiegate al traino dei convogli merci sulle tre linee sociali, in particolare sulla Modena-Vignola. Con il declino del servizio, il loro impiego venne ridotto e, nel 1969, la SEFTA noleggiò i locomotori 52 e 53 alla FCV: il 53 venne poi acquistato definitivamente dall'azienda bolognese e rinumerato L.906, ma, dopo un inizio di ricostruzione, venne accantonato presso le officine FCV, complice il declino del traffico merci anche sulla Casalecchio-Vignola.
Il locomotore 52 invece venne restituito a Modena nel 1973, ma giunse alla Stazione di Modena Piazza Manzoni percorrendo le linee FS (poiché nel frattempo la ferrovia Modena-Vignola era stata chiusa) e quindi venne consegnato in posizione "girata" rispetto all'origine cioè con il vano motore lato Modena: questo fatto creò spesso problemi di aderenza durante la marcia al traino dei treni merci sulla Modena-Sassuolo (caratterizzata da una discreta pendenza) perché la parte più pesante della motrice si trovava a valle. Per questo motivo la locomotiva, dopo essere stata utilizzata a lungo solo per manovre in stazione, entrò in grande revisione, ma questa si protrasse di parecchio tempo, consentendo al 52 di tornare in servizio solo nel 1979 (venne anche ruotato usando la piattaforma girevole della Stazione di Modena Centrale).
I tre locomotori superstiti continuarono ad alternarsi al traino delle poche tradotte ancora previste sulla Modena-Sassuolo fino a tutto il 1988 (quando il servizio merci fu definitivamente soppresso), venendo inoltre impiegati anche in altre manovre di ogni tipo (traino dei carri diserbanti o sparti-neve, trasferimento di rotabili). 
Alla fine del 1991 venne accantonata la 54, demolita circa due anni dopo.

Nel 1993 invece ATCM decise di recuperare la 52, ferma già dall'Agosto 1987 per usura dei bordini: la motrice fu revisionata, riverniciata in bianco e blu, e ribattezzata "L.52", tornando così ufficialmente in servizio e continuando ad essere impiegata per manovre interne alla "Stazione Piccola". Dal 2008 è entrata nel parco rotabili FER, società che ha assorbito il ramo ferroviario di ATCM.
Infine la 51, nel 2015 risultava ancora in restauro presso le ex-officine della stazione di Modena Piazza Manzoni, assieme alla carrozza T.181 a due assi.
Come gli altri rotabili Breda, anche i locomotori hanno vestito diverse livree nel corso degli anni, passando dal bianco-blu degli anni '30 al castano integrale degli anni '50, tranne l'unità 51 che ricevette una curiosa colorazione azzurra con 
filetto giallo.

A partire dal 1975 anche le tre locomotive ancora in servizio furono riverniciate nella nuova veste gialla con filetti verdi, che mantennero fino alla fine della loro carriera.

L'unità L.52, quando venne revisionata nel 1993 venne riverniciata negli originali colori bianco e blu, applicata poi anche al 51.

## Caratteristiche
Destinate al servizio merci e di manovra, le locomotive dispongono di un vano bagagliaio con una capacità di 25 m³ e portata di 10 t.
I veicoli erano alimentati alla tensione nominale di 3.000 V. L'equipaggiamento elettrico, di tipo elettromeccanico (lo stesso delle contemporanee elettromotrici fornite dalla Breda alla SEFTA), comandava 4 motori MTS tetrapolari alimentati da corrente continua che consentivano una potenza oraria complessiva di 440 kW. Il rapporto di trasmissione 70/17 permetteva una velocità massima di 50 km/h. I freni sono Westinghouse a pressione. Come le elettromotrici, anche le locomotive possedevano, alle due estremità, due piccole luci rosse di coda, posizionate in alto, nello spazio tra i finestrini e il tetto.